# Loxura intermedius
Loxura intermedius är en fjärilsart som beskrevs av Lambertus Johannes Toxopeus 1929. Loxura intermedius ingår i släktet Loxura och familjen juvelvingar. Inga underarter finns listade i Catalogue of Life.